# 구 조흥은행 대전지점
구 조흥은행 대전지점(舊 朝興銀行 大田支店)는 대전광역시 동구에 있는 1951년에 세워진 조흥은행의 대전지점으로 대한민국의 국가등록문화재 제20호다. 현재 신한은행의 대전역 금융센터로 사용되고 있다. 지상 2층의 철근콘크리트 구조로 장식성을 배제한 모더니즘 건축물이다.

## 개요
1951년 건립된 이 건물은 조흥은행 대전지점으로 건립되었으며, 지금은 신한은행 대전역 금융센터로 사용되고 있다. 지상 2층 철근콘크리트조로 장식이 없는 화강석 평판 붙임으로 마감하였으며, 종래 은행건축의 고전적인 외형을 탈피하여 최대한 장식을 배제한 단순하면서도 전체적으로 조화로운 구성의 모더니즘 건물이다. 20세기 중반 서양의 기능주의 건축에 영향을 받은 한국 근대 건축의 경향을 잘 보여 주고 있다.